# 四川大學高分子科學與工程學院
四川大學高分子科學與工程學院（College of Polymer Science and Engineering, Sichuan University），簡稱高分子學院，爲四川大學下轄的一個二級學院。由1953年6月組建的成都工學院高分子化合物系演變而來，創始人是「中國塑料之父」徐僖。
學科現有高分子材料工程國家重點實驗室、高分子研究所、高分子材料系、高分子材料加工工程系、醫用高分子材料系、高分子科學與工程實驗中心等教學研究機構。

## 簡介
截至2016年，四川大學高分子科學與工程學院有材料科學與工程、生物醫學工程兩個（中華人民共和國）國家一級重點學科，材料學、材料加工工程兩個（中華人民共和國）國家二級重點學科，有5個博士點。該院有專任教師125人，其中長江學者4人。該院下轄「高分子材料工程國家重點實驗室」。
四川大学高分子学科以先进高分子为特色的材料科学与工程学科进入世界一流学科建设名单，2024年1月ESI排名全球第35位，相对位次0.255‰，是全国高分子材料与工程专业人才培养的重要基地。

## 外部連結
- 四川大學高分子科學與工程學院（页面存档备份，存于）